# Phytomyza nigrociliata
Phytomyza nigrociliata är en tvåvingeart som beskrevs av Mitsuhiro Sasakawa 1961. Phytomyza nigrociliata ingår i släktet Phytomyza och familjen minerarflugor. Inga underarter finns listade i Catalogue of Life.